# 姶良市立新留小学校
姶良市立新留小学校（あいらしりつ にいどめしょうがっこう）は、鹿児島県姶良市蒲生町白男にあった公立小学校である。2007年（平成19年）3月22日、6年生3名が卒業した時点で在籍児童がいなくなったため休校。2020年（令和2年）9月1日付を以て廃校となった。

## 沿革
新留小学校は楠田小学校新留分教場として設立された。1901年（明治34年）に楠田小学校が火災で焼失したため、翌年白男尋常小学校として移転再建され、白男尋常小学校新留分教場となった。当時は学校が地域の端に偏在していて不便であったことから現在地に移転することになり、1909年（明治42年）6月に現在地に新校舎が完成し、9月30日に開校式が行われた。このとき新留尋常小学校として独立した。1941年（昭和16年）4月、新留国民学校となり、1945年（昭和20年）3月に高等科を設置した。1947年（昭和22年）4月、蒲生町立新留小学校となった。その後、2007年（平成19年）3月に最後の児童が卒業し、休校となっている。

### 年表
- 分教場としての創設年不明
- 1902年（明治35年） - 楠田小学校の移転に伴い白男尋常小学校新留分教場となる。
- 1908年（明治41年）7月1日 - 独立小学校となる認可を得る。
- 1909年（明治42年）
  - 6月 - 現在地に校舎完成。
  - 9月30日 - 新留尋常小学校開校式。
- 1941年（昭和16年）4月 - 新留国民学校となる。
- 1945年（昭和20年）3月 - 高等科を設置。
- 1947年（昭和22年）4月 - 蒲生町立新留小学校となる。
- 1959年（昭和34年） - 校舎改築。
- 1965年（昭和40年） - 給食室完成、完全給食実施。
- 2007年（平成19年）3月 - 最後の卒業生が卒業し、休校となる。
- 2010年（平成22年）3月23日 - 合併に伴い姶良市立となる。
- 2020年（令和2年）9月1日 - 廃校となる[1]。

## テレビCM
休校までの7日間を追った日立マクセルのドキュメンタリーCMが2007年（平成19年）3月31日にテレビ東京系「ずっと宝物」内で放映された。このCMは大きな反響を呼び、全日本シーエム放送連盟主催の、CMフェステバル総務大臣賞・ACCグランプリを受賞した。

## 休校までの創立年数
休校時点で、創立131年。